# Hear and Now (album)
Hear and Now je druhé a zároveň poslední studiové album anglické rockové hudební skupiny The Butts Band, vydané v roce 1975.

## Seznam skladeb
1. "Get Up, Stand Up" (Bob Marley, Peter Tosh)
2. "Corner of My Mind" (Robby Krieger)
3. "Caught in the Middle" (Robby Krieger)
4. "Everybody's Fool" (Alex Richman)
5. "Livin' and Dyin'" (Robby Krieger)
6. "Don't Wake Up" (Robby Krieger)
7. "If You Gotta Make a Fool of Somebody" (Roy Clark)
8. "Feelin' So Bad" (Alex Richman)
9. "White House" (Michael Stull)
10. "Act of Love" (Robby Krieger)
11. "That's All Right"
12. "Lovin' You For All The Right Reasons"

## Sestava
- Mike Berkowitz – perkuse
- John Densmore – bicí
- Robby Krieger – kytara
- Alex Richman – klávesy, zpěv
- Karl "Slick" Ruckner – baskytara
- Michael Stull – kytara, zpěv
- Bobbi Hall - konga